# Dansöser i blått
Dansöser i blått (franska: Danseuses bleues) är en pastellmålning av den franske konstnären Edgar Degas. Den målades 1898 och ingår Pusjkinmuseets samlingar i Moskva.
Degas var en av de främsta skildrarna av det moderna och mondäna livet ("la vie moderne") i det samtida Paris under 1800-talets andra hälft. Han målade ögonblicksbilder från kaféer, teatrar, kabaréer, balettföreställningar och hästkapplöpningar. I takt med att hans syn försämrades övergick han allt mer till att teckna i pastellfärg.
Omkring hälften av Degas produktion har motiv från balettens värld, till exempel Dansklassen från 1874. Framför allt skildrade han danserskorna på Parisoperan backstage dit han hade tillträde och kunde röra sig fritt. Själv sa han: "Man kallar mig balettdansösernas målare och begriper inte att dansöserna för mig bara var en förevändning för att måla vackra motiv och fånga rörelse".